# Arado SSD I
L'Arado SSD I fu un aereo militare monomotore biplano sviluppato dall'azienda aeronautica tedesca Arado Flugzeugwerke GmbH nei tardi anni venti e rimasto allo stadio di prototipo.
Inizialmente progettato come idrocaccia, non trovando impiego in quel ruolo venne modificato in aereo da caccia, senza tuttavia ottenere il successo sperato, di conseguenza il suo sviluppo venne abbandonato.

## Storia del progetto

### Premessa
Nei primi anni venti, al fine di aggirare le limitazioni all'aviazione militare e civile imposte alla Repubblica di Weimar dal Trattato di Versailles, venne iniziata una collaborazione con il costituendo governo dell'Unione Sovietica che prevedeva la realizzazione di stabilimenti nel loro territorio. Gli accordi in seguito, nel 1928, permisero al personale militare del Reichswehr di poter fondare una scuola di volo clandestina per la formazione dei propri piloti presso le strutture dell'aeroporto di Lipeck, dove si testavano anche i nuovi velivoli prodotti su richiesta del governo sovietico da assegnare ai reparti della propria aeronautica militare, la Sovetskie Voenno-vozdušnye sily.
Questo permise al Reichswehrministerium, il ministero della difesa tedesco del periodo, di poter sviluppare segretamente i primi velivoli da combattimento emettendo a sua volta delle specifiche per la realizzazione dei modelli, costruiti illegalmente in territorio tedesco, che dovevano ricostituire la propria forza aerea. Un ulteriore passo venne compiuto dall'inizio del 1930, quando cessarono i corsi di formazione per piloti da ricognizione per istituire quelli per piloti da caccia costituendo la WIVUPAL (Wissenschaftliche Versuchs und Preussanstalt fuer Luftfahrzeuge) ed eliminando i vecchi modelli da ricognizione biposto per introdurre i nuovi caccia monoposto realizzati nel periodo.

### Sviluppo
In quest'ambito la Arado decise di avviare lo sviluppo di un nuovo modello che potesse soddisfare le esigenze dettate dal nuovo settore di mercato, affidando il progetto a Walter Rethel, l'allora direttore tecnico dell'ufficio di progettazione aziendale, e orientandosi verso un velivolo idrocaccia, ovvero un caccia che potesse operare dalla superficie acquatica, intenzionati a proporlo come equipaggiamento di unità navali delle marine militari, tra le quali, non ufficialmente, alla tedesca Reichsmarine.
Rethel disegnò un modello che, attingendo all'esperienza nella realizzazione del precedente Arado W II, ufficialmente destinato all'uso civile, introduceva alcune novità mai sperimentate dall'azienda nei progetti di caccia convenzionali, abbinandole alle peculiarità strutturali necessarie per la costruzione di un velivolo che doveva sopportare le sollecitazioni date dal decollo demandato ad una catapulta. Il progetto, identificato dall'azienda con la sigla SSD I, era relativo a un idrovolante a galleggiante centrale, monoposto, biplano a scalamento positivo, monomotore in configurazione traente, realizzato in tecnica mista, ovvero con struttura in parte metallica e in parte lignea.
Il velivolo era caratterizzato principalmente dalla velatura, con il piano alare inferiore in configurazione sospesa, posizionato cioè sotto la fusoliera, in una sezione che accoglieva anche il radiatore dell'impianto di raffreddamento del motore, e fortemente spostato verso coda, mentre il superiore, con configurazione ad ala di gabbiano, era diviso in due semiali che partivano direttamente dalla parte superiore della fusoliera, soluzione adottata per fornire al pilota un ampio campo visivo in tutte le direzioni.
Il prototipo, Werk.Nr 53, equipaggiato con un motore BMW VI 6.3 da 640 hp (477 kW), venne portato in volo dalla superficie della laguna di Breitling, nei pressi di Rostock e dell'abitato di Warnemünde dove sorgevano gli stabilimenti Arado.
A seguito dell'interesse espresso dal Reichswehrministerium per un modello di caccia terrestre, l'azienda decise di modificare il prototipo, sostituendo gli elementi di galleggiamento con un provvisorio carrello d'atterraggio tradizionale e ruotato. Immatricolato D-1905, venne equipaggiato con due mitragliatrici calibro 7,62 mm e inviato a prove di valutazione comparative, che si svolsero complessivamente tra il 1928 ed il 1931, testato a Lipeck, presso la WIVUPAL, assieme a una ventina di altri nuovi modelli di produzione nazionale, affiancando gli Arado SD H, SD III, Ar 64 e Ar 65, e i modelli di produzione Junkers, il biposto K 47, dalla Dornier-Werke, il biposto Do 10, Heinkel Flugzeugwerke, gli HD 38, HD 45 e HD 46 e Focke-Wulf, gli S 39 e A 40 da ricognizione.
La commissione esaminatrice dal Reichswehrministerium determinò l'HD 38 come migliore modello proposto del lotto, assegnando alla Heinkel un contratto di fornitura, di conseguenza l'Arado SSD I venne ricondotto in azienda e ripristinato nella sua configurazione originale.

## Impiego operativo
Sfumata l'opportunità di vendere il modello sul mercato militare, nel 1930 l'SSD I venne valutato in un primo momento dalla Luftdienst GmbH, per passare poi in carico alla sezione locale della Deutsche Verkehrsfliegerschule (DVS) nel corso dello stesso anno. Con il DVS rimase operativo come aereo da addestramento fino al 1933, anno in cui rimase distrutto in un ammaraggio sulle acque della laguna di Breitling.

## Utilizzatori
Germania
- Deutsche Verkehrsfliegerschule (DVS)